# Priest…Live!
| Оценки критиков | Оценки критиков |
| Источник        | Оценка          |
| --------------- | --------------- |
| Allmusic        | [ 1 ]           |
| Kerrang!        | [ 2 ]           |

Priest…Live! — второй концертный альбом британской хеви-метал-группы Judas Priest, вышедший в 1987 году. Диск включает записи двух выступлений группы во время мирового тура в 1986 году,

## Об альбоме
Все песни на Priest…Live! были записаны во время тура Fuel For Life, который был организован в поддержку альбома Turbo. Изначально альбом не содержал песен, изданных в 1970-е годы, но переизданная версия 2002 года содержит композицию «Hell Bent for Leather» в качестве бонус-трека. В то время как альбом звучал «живее» своего предшественника Unleashed in the East, Priest…Live! продавался хуже, хотя и получил статус «золотого» в США. Альбом получил негативную оценку на AGM.

## Список композиций
Все песни с альбома были написаны Гленом Типтоном, Робом Хэлфордом и К. К. Даунингом.

### CD 1
1. «Out in the Cold» — 6:40
2. «Heading Out To The Highway» — 4:30
3. «Metal Gods» — 4:21
4. «Breaking the Law» — 2:37
5. «Love Bites» — 5:16
6. «Some Heads Are Gonna Roll» — 4:09
7. «The Sentinel» — 5:05
8. «Private Property» — 4:17

### CD 2
1. «Rock You All Around the World» — 4:46
2. «The Hellion/Electric Eye» — 4:20
3. «Turbo Lover» — 5:53
4. «Freewheel Burning» — 4:55
5. «Parental Guidance» — 4:10
6. «Living After Midnight» — 6:17
7. «You’ve Got Another Thing Comin'» — 7:47
8. «Screaming for Vengeance» — 5:55
  - Бонус трек на переиздании 2002 года, записан в 1982 году во время тура Screaming for Vengeance
9. «Rock Hard, Ride Free» — 6:42
  - Бонус трек на переиздании 2002 года, записан в 1984 году во время тура Defenders of the Faith
10. «Hell Bent for Leather» (Tipton) — 4:42
  - Бонус трек на переиздании 2002 года, записан в 1986 году во время тура Turbo

## Участники записи
- Роб Хэлфорд — вокал
- Кей Кей Даунинг — гитара
- Гленн Типтон — гитара, бэк-вокал
- Иэн Хилл — бас-гитара
- Дэйв Холланд — ударные